# Liste bekannter Hethitologen
In dieser Liste werden Hethitologen gesammelt, die für dieses Fach habilitiert wurden, als Autoren relevant sind oder andere bedeutende Beiträge zur Hethitologie geleistet haben. Hethitologie ist ein interdisziplinäres Fach, welches sich sowohl mit der Sprache und Literatur als auch der Geschichte, der Kunstgeschichte sowie der Archäologie des Hethiterreiches beschäftigt. Von den Hethitologen unterschieden werden die Altorientalisten, soweit sie sich mit den Keilschriftsprachen Mesopotamiens beschäftigen, sowie die Vorderasiatischen Archäologen, die sich mit den materiellen Hinterlassenschaften der altorientalischen Kulturen befassen. Die Hethitologie ist allerdings oft stark mit den beiden anderen Disziplinen verzahnt.

## A
- Rukiye Akdoğan (Türkin)
- Ekrem Akurgal (Türke, 1912–2002)
- Silvia Alaura (Italienerin, * 1966)
- Sedat Alp (Türke, 1913–2006)
- Metin Alparslan (Türke, * 1973)
- Remzy Oğuz Arık (Türke, 1899–1954)

## B
- Anna H. Bauer (Deutsche)
- Gary Beckman (US-Amerikaner, * 1948)
- Tayfun Bilgin (Türke, * 1976)
- Kurt Bittel (Deutscher, 1907–1991)
- Joost Blasweiler (Niederländer, * 1950)
- Helmuth Theodor Bossert (Deutsch-Türke, 1889–1961)
- Carl-Georg von Brandenstein (Deutscher/Australier, 1909–2005)
- Trevor Bryce (Australier, * 1940)

## C
- Eugène Cavaignac (Franzose, 1876–1969)
- Halet Çambel (Türkin, 1916–2014)
- Ernest Chantre (Franzose, 1843–1924)
- Birgit Christiansen (Deutsche, * 1974)
- Eric H. Cline (US-Amerikaner, * 1960)
- Dominique Collon (Belgierin, * 1940)
- Friedrich Cornelius (Deutscher, 1893–1976)

## D
- Muhibbe Darga (Türkin, 1921–2018)
- Louis Delaporte (Franzose, 1874–1944)
- Friedrich Delitzsch (Deutscher, 1850–1922)
- Matthieu Demanuelli (Franzose)
- Ali Dinçol (Türke, 1943–2012)
- Belkis Dinçol geb. Talu (Türkin, * 1945)
- Meltem Dogan-Alparslan (Türkin, * 1972)

## E
- Hans Ehelolf (Deutscher, 1891–1939)
- Horst Ehringhaus (Deutscher, 1926–2020)
- Kutlu Emre (Türkin, 1932–2014)

## F
- Hugo Heinrich Figulla (Deutscher, 1885–1969)
- Massimo Forlanini (Italiener)
- Emil Forrer (Schweizer, 1894–1986)
- Jacques Freu (Franzose, 1925–2020)
- Johannes Friedrich (Deutscher, 1893–1972)

## G
- Max Gander (Schweizer, * 1980)
- John Garstang (Brite, 1876–1956)
- Ignace Gelb (Pole/US-Amerikaner, 1907–1985)
- Hetty Goldman (US-Amerikanerin, 1881–1972)
- Wladimir Golenischtschew (Russe, 1856–1947)
- Hatice Gonnet-Bağana (Türkin, * 1932)
- Levan Gordeziani (Georgier, * 1962)
- Albrecht Götze (Deutscher, 1897–1971)
- Detlev Groddek (Deutscher, * 1964)
- Cahit Günbatti (Türke, * 1947)
- Oliver Robert Gurney (Brite, 1911–2001)
- Hans Gustav Güterbock (Deutscher/US-Amerikaner, 1908–2000)

## H
- Volkert Haas (Deutscher, 1936–2019)
- Albertine Hagenbuchner-Dresel (Deutsche)
- Ömür Harmanşah (Türke, * 1971)
- John David Hawkins (Brite, 1940–2023)
- Susanne Heinhold-Krahmer (Österreicherin)
- Suzanne Herbordt-von Wickede (Deutsche, * 1956)
- Ingeborg Hoffmann (Deutsche, 1943–2011)
- Harry Hoffner (US-Amerikaner, 1934–2015)
- David George Hogarth (Brite, 1862–1927)
- Theo van den Hout (Niederländer, * 1953)
- Philo Houwink ten Cate (Niederländer, 1930–2013)
- Bedřich Hrozný (Tscheche, 1879–1952)
- Carl Humann (Deutscher, 1839–1896)

## I
- Fiorella Imparati (Italienerin, 1930–2000)

## J
- Peter Jensen (Deutscher, 1861–1936)

## K
- Mustafa Kalaç (Türke, 1914–2000)
- Annelies Kammenhuber (Deutsche, 1922–1995)
- Horst Klengel (Deutscher, 1933–2019)
- Jörg Klinger (Deutscher)
- Kay Kohlmeyer (Deutscher, * 1950)
- Robert Koldewey (Deutscher, 1855–1925)
- Silvin Košak (Slowene, 1942–2022)
- Hâmit Zübeyir Koşay (Türke, 1897–1984)
- Fikri Kulakoğlu (Türke, * 1960)

## L
- Mogens Trolle Larsen (Däne, * 1937)
- René Lebrun (Belgier, * 1943)
- Emmanuel Laroche (Franzose, 1914–1991)

## M
- Theodor Makridi (Türke, 1872–1940)
- Massimiliano Marazzi (Italiener, * 1949)
- Émilia Masson (Jugoslawin/Französin, 1940–2017)
- Michel Mazoyer (Franzose, * 1947)
- Craig Melchert (US-Amerikaner, * 1945)
- Piero Meriggi (Italiener, 1899–1982)
- Leopold Messerschmidt (Deutscher, 1870–1911)
- Clelia Mora (Italienerin, * 1949)
- Alice Mouton (Französin, * 1975)
- Andreas Müller-Karpe (Deutscher, * 1957)
- Gerfrid G. W. Müller (Deutscher, * 1960)

## N
- Peter Neve (Deutscher, 1929–2014)
- Erich Neu (Deutscher, 1936–1999)
- Günter Neumann (Deutscher, 1920–2005)

## O
- Osman Hamdi Bey (Türke, 1842–1910)
- Hans Henning von der Osten (Deutscher, 1899–1960)
- Heinrich Otten (Deutscher, 1913–2012)
- Nimet Özgüç (Türkin, 1916–2015)
- Tahsin Özgüç (Türke, 1916–2005)
- Asli Özyar (Türkin, * 1959)

## P
- Annick Payne (Schweizerin)
- Franca Pecchioli Daddi (Italienerin, 1944–2014)
- Armen Petrosyan (Armenier, * 1948)
- Massimo Poetto (Italiener, * 1949)
- Anna Maria Polvani (Italienerin, * 1945)
- Maciej Popko (Pole, 1936–2014)
- Walter Porzig (Deutscher, 1895–1961)
- Stefan Przeworski (Pole, 1900–1940)
- Otto Puchstein (Deutscher, 1856–1911)
- Jaan Puhvel (Este/US-Amerikaner, * 1932)

## R
- Elisabeth Rieken (Deutsche, * 1965)
- Christel Rüster (Deutsche, * 1935)
- Ian Rutherford (Brite, * 1959)

## S
- Archibald Henry Sayce (Brite, 1845–1933)
- Andreas Schachner (Deutscher, * 1967)
- Jean-Vincent Scheil (Franzose, 1858–1940)
- Daniel Schwemer (Deutscher, * 1970)
- Jürgen Seeher (Deutscher, * 1953)
- Jana Siegelová (Tschechin, * 1944)
- Zsolt Simon (Ungar, * 1981)
- Itamar Singer (Israeli, 1946–2012)
- Ferdinand Sommer (Deutscher, 1875–1962)
- Oguz Soysal (Türke/US-Amerikaner, * 1961)
- Frank Starke (Deutscher)
- Franz Steinherr (Deutscher, 1902–1974)
- Charles W. Steitler (US-Amerikaner)
- Edgar Howard Sturtevant (US-Amerikaner, 1875–1952)
- Aygül Süel (Türkin, * 1951)

## T
- Piotr Taracha (Pole, * 1960)
- İlknur Taş (Türkin, * 1973)
- Klaus Tausend (Deutscher, * 1957)
- Irine Tatisvili (Georgierin)
- Johann Tischler (Österreicher, 1946–2019)

## U
- Ahmet Ünal (Türke, * 1943)

## W
- Ernst Weidner (Deutscher, 1891–1976)
- Rudolf Werner (Schweizer, 1921–2007)
- Gernot Wilhelm (Deutscher, * 1945)
- Hugo Winckler (Deutscher, 1863–1913)
- Henri Wittmann (Kanadier, * 1937)
- Leonard Woolley (Brite, 1880–1960)
- Fred Woudhuizen (Niederländer, 1959–2021)
- William Wright (Ire, 1837–1899)

## Y
- Ilya Yakubovich (Russe)

## Z
- Thomas Zehnder (Deutscher, * 1965)

## Fachfremde und Nichtwissenschaftler
Personen, die sich etwa als Amateure, Autodidakten, Forschungsreisende, Mäzene und Sammler mit bedeutenden Leistungen zur Erforschung der Hethiter hervor getan haben, die aber keine Hethitologen im engeren Sinne waren:
- Heinrich Barth (Deutscher, 1821–1865)
- Johann Ludwig Burckhardt (Schweizer, 1784–1817)
- C. W. Ceram (Deutscher, 1915–1972)
- William John Hamilton (Brite, 1805–1867)
- Timothy P. Harrison (Kanadier)
- Heinrich Kiepert (Deutscher, 1818–1899)
- Georges Perrot (Franzose, 1832–1914)
- Abdüllatif Subhi Paşa (Türke, 1818–1886)
- Geoffrey D. Summers (Brite)
- Charles Texier (Franzose, 1802–1871)